# Salta
Salta là một thành phố nằm trong tỉnh Salta của Argentina. Thành phố Salta có diện tích  km², dân số theo ước tính năm 2009 là 516.000 người. Đây là thành phố lớn thứ 8 tại Argentina.

## Khí hậu

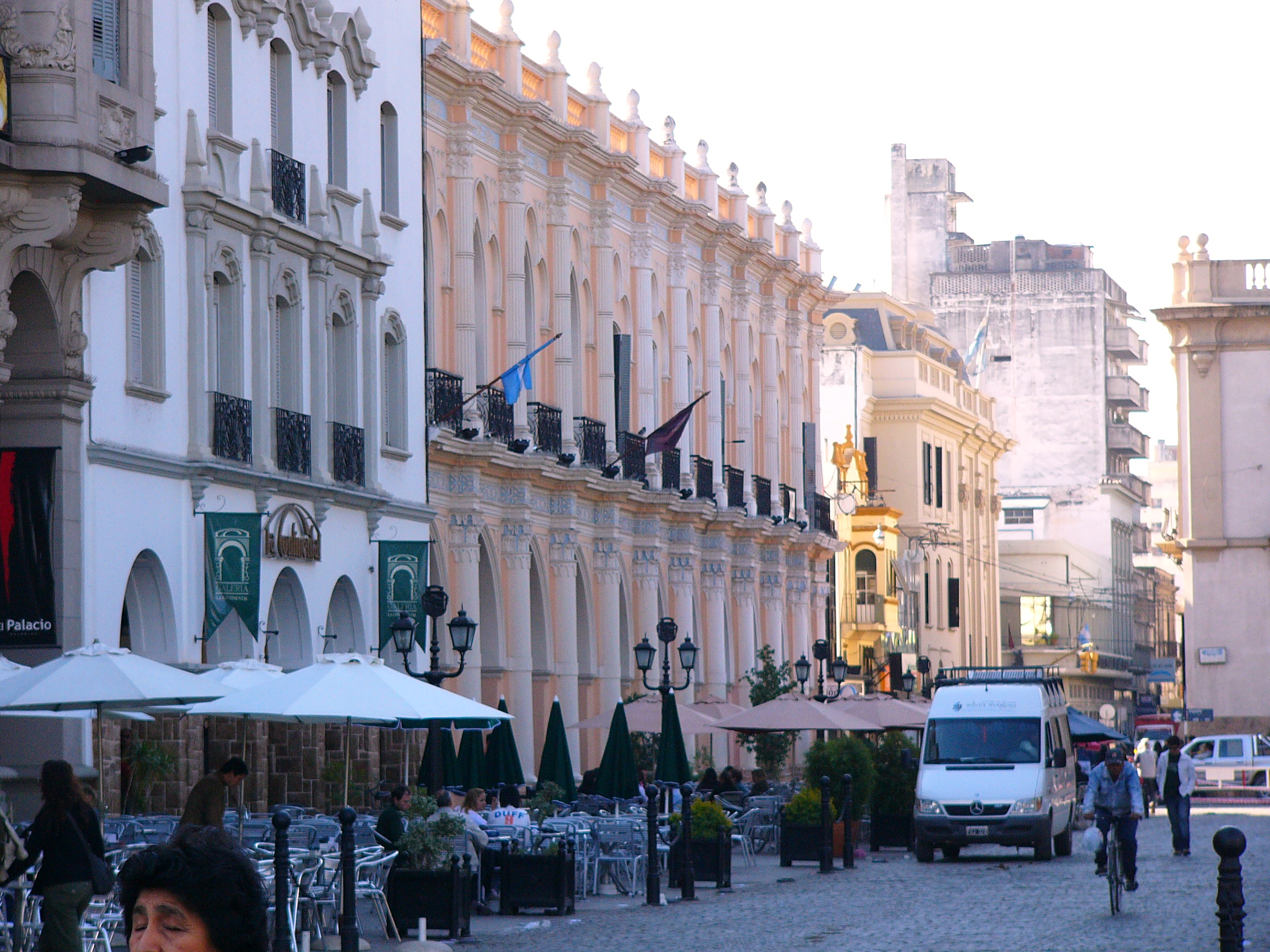
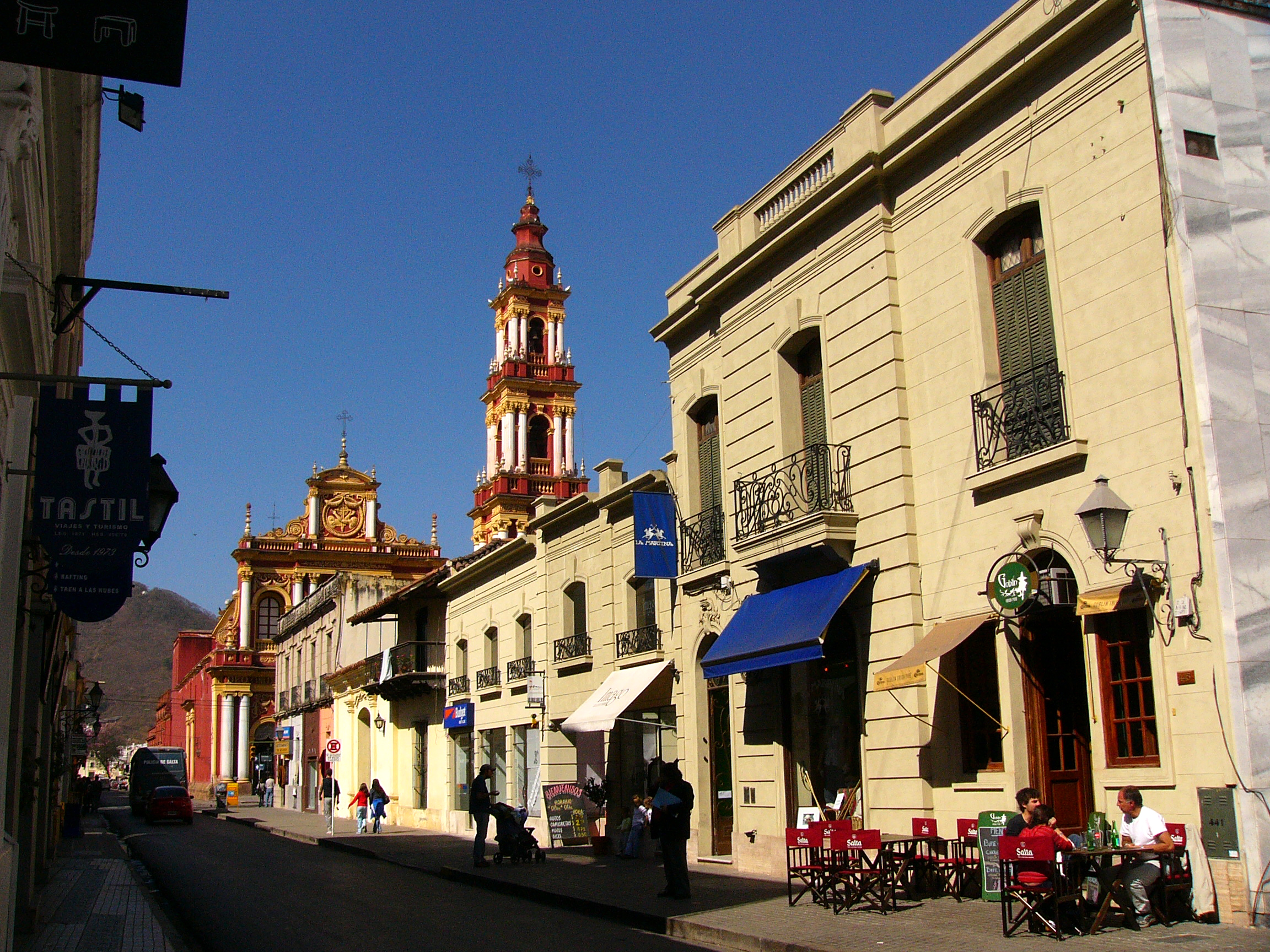
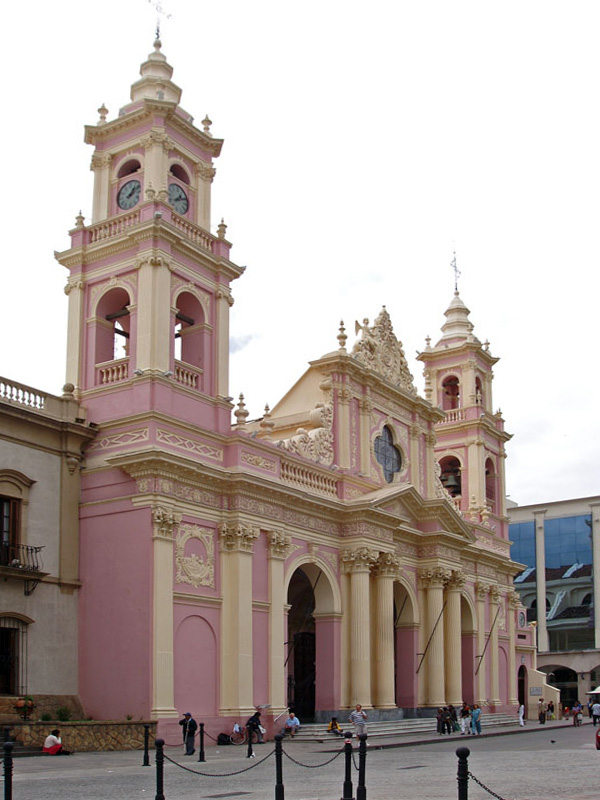

| Dữ liệu khí hậu của Salta (1961–1990)                 | Dữ liệu khí hậu của Salta (1961–1990) | Dữ liệu khí hậu của Salta (1961–1990) | Dữ liệu khí hậu của Salta (1961–1990) | Dữ liệu khí hậu của Salta (1961–1990) | Dữ liệu khí hậu của Salta (1961–1990) | Dữ liệu khí hậu của Salta (1961–1990) | Dữ liệu khí hậu của Salta (1961–1990) | Dữ liệu khí hậu của Salta (1961–1990) | Dữ liệu khí hậu của Salta (1961–1990) | Dữ liệu khí hậu của Salta (1961–1990) | Dữ liệu khí hậu của Salta (1961–1990) | Dữ liệu khí hậu của Salta (1961–1990) | Dữ liệu khí hậu của Salta (1961–1990) |
| Tháng                                                 | 1                                     | 2                                     | 3                                     | 4                                     | 5                                     | 6                                     | 7                                     | 8                                     | 9                                     | 10                                    | 11                                    | 12                                    | Năm                                   |
| ----------------------------------------------------- | ------------------------------------- | ------------------------------------- | ------------------------------------- | ------------------------------------- | ------------------------------------- | ------------------------------------- | ------------------------------------- | ------------------------------------- | ------------------------------------- | ------------------------------------- | ------------------------------------- | ------------------------------------- | ------------------------------------- |
| Cao kỉ lục °C (°F)                                    | 35.6 (96.1)                           | 33.5 (92.3)                           | 34.0 (93.2)                           | 32.5 (90.5)                           | 34.2 (93.6)                           | 32.5 (90.5)                           | 37.2 (99.0)                           | 34.4 (93.9)                           | 36.8 (98.2)                           | 38.8 (101.8)                          | 39.9 (103.8)                          | 38.1 (100.6)                          | 39.9 (103.8)                          |
| Trung bình ngày tối đa °C (°F)                        | 27.4 (81.3)                           | 26.1 (79.0)                           | 24.8 (76.6)                           | 22.6 (72.7)                           | 21.0 (69.8)                           | 19.1 (66.4)                           | 20.2 (68.4)                           | 22.3 (72.1)                           | 23.5 (74.3)                           | 26.4 (79.5)                           | 27.4 (81.3)                           | 27.8 (82.0)                           | 24.0 (75.2)                           |
| Trung bình ngày °C (°F)                               | 21.2 (70.2)                           | 20.1 (68.2)                           | 18.9 (66.0)                           | 16.2 (61.2)                           | 13.3 (55.9)                           | 10.1 (50.2)                           | 10.1 (50.2)                           | 12.3 (54.1)                           | 15.0 (59.0)                           | 18.7 (65.7)                           | 20.3 (68.5)                           | 21.2 (70.2)                           | 16.5 (61.7)                           |
| Tối thiểu trung bình ngày °C (°F)                     | 16.1 (61.0)                           | 15.6 (60.1)                           | 14.7 (58.5)                           | 11.6 (52.9)                           | 7.7 (45.9)                            | 3.8 (38.8)                            | 2.9 (37.2)                            | 4.5 (40.1)                            | 7.4 (45.3)                            | 11.3 (52.3)                           | 13.9 (57.0)                           | 15.5 (59.9)                           | 10.4 (50.7)                           |
| Thấp kỉ lục °C (°F)                                   | 8.4 (47.1)                            | 5.9 (42.6)                            | 4.0 (39.2)                            | −1.5 (29.3)                           | −2.4 (27.7)                           | −6.5 (20.3)                           | −7.1 (19.2)                           | −6.6 (20.1)                           | −3.1 (26.4)                           | −0.7 (30.7)                           | 1.5 (34.7)                            | 6.2 (43.2)                            | −7.1 (19.2)                           |
| Lượng Giáng thủy trung bình mm (inches)               | 182.0 (7.17)                          | 162.9 (6.41)                          | 118.3 (4.66)                          | 36.6 (1.44)                           | 8.6 (0.34)                            | 2.6 (0.10)                            | 3.5 (0.14)                            | 4.2 (0.17)                            | 6.6 (0.26)                            | 26.1 (1.03)                           | 65.3 (2.57)                           | 138.0 (5.43)                          | 754.7 (29.71)                         |
| Số ngày giáng thủy trung bình (≥ 0.1 mm)              | 16                                    | 15                                    | 14                                    | 8                                     | 4                                     | 2                                     | 2                                     | 2                                     | 3                                     | 6                                     | 10                                    | 14                                    | 96                                    |
| Độ ẩm tương đối trung bình (%)                        | 78                                    | 82                                    | 84                                    | 84                                    | 81                                    | 76                                    | 70                                    | 63                                    | 60                                    | 61                                    | 67                                    | 73                                    | 73                                    |
| Nguồn 1: NOAA                                         |                                       |                                       |                                       |                                       |                                       |                                       |                                       |                                       |                                       |                                       |                                       |                                       |                                       |
| Nguồn 2: Servicio Meteorológico Nacional (ngày giáng) |                                       |                                       |                                       |                                       |                                       |                                       |                                       |                                       |                                       |                                       |                                       |                                       |                                       |